# Пољшица при Поднарту
Пољшица при Поднарту (словен. Poljšica pri Podnartu) је насељено место у општини Радовљица, Горењска регија, Словенија.

## Историја
До територијалне реорганизације у Словенији била је у саставу старе општине Радовљица.

## Становништво
У попису становништва из 2011. године, Пољшица при Поднарту је имала 97 становника.
| Број становника према пописима | Број становника према пописима | Број становника према пописима |
| ------------------------------ | ------------------------------ | ------------------------------ |
| 1991                           | 2002                           | 2011                           |
| 105                            | 101                            | 97                             |

Напомена: До 1953. исказивано под именом Пољшица. Године 2016. извршена је мала размена територија између насеља Овсише и Пољшица при Поднарту.